# Часничник великий
Часни́чник вели́кий (Marasmius alliaceus (Jacquin.ex Fr.) Fr.) — їстівний гриб з родини Marasmiaceae.
Шапка 2-4(5) см у діаметрі, опуклорозпростерта, з опущеним рубчастим краєм, білувата, коричнювато-кремова або коричнювато-сіра, з віком світлішав, зморшкувата. Пластинки білуваті, рідкі. Спорова маса біла. Спори 7-11,5 Х 6-8 мкм, гладенькі. Ніжка 4-15(20) Х 0,1-0,3 см, порожня, з довгим коренеподібним виростом, коричнево-чорна, трохи рубчаста. М'якуш білуватий, із сильним запахом часнику.
В Україні поширений у Карпатах і Криму. Росте у листяних (переважно букових), зрідка хвойних лісах, на листі, гнилій деревині, ґрунті; у травні — листопаді.
Використовують свіжим, сушеним.